# Hindawi Publishing Corporation
Hindawi Publishing Corporation è una casa editrice commerciale che pubblica testi di letteratura scientifica, tecnica e medica (STM). Fondata nel 1997, Hindawi gestisce un catalogo di oltre 230 riviste scientifiche sottoposte a revisione paritaria, monografie accademiche, 20 000 nuovi articoli ogni anno.
Dal 2007, tutte le riviste Hindawi vengono pubblicate in modalità Open Access, con accesso Full Text e rilasciate con una licenza di attribuzione Creative Commons (CC-BY). 

Ad aprile del 2019, 71 delle sue riviste erano indicizzate nel Science Citation Index Expanded, con ulteriori 107 riviste (pari al 46%) nell'Emerging Sources Citation Index.
Hindawi è stata uno dei membri fondatori dell'Open Access Scholarly Publishers Association, aderente e promotrice dell'Initiative for Open Citations ("Iniziativa per le citazioni aperte"), nonché membro del Committee on Publication Ethics (COPE).

La società ha sede a Londra, un ufficio al Cairo ed una sede di rappresentanza a New York.
La casa editrice originale, Hindawi Publishing Corporation con sede operativa al Cairo, è divenuta un fornitore di servizi editoriali per Hindawi Ltd, holding londinese fondata nel 2013 da Ahmed Hindawi che acquisì tutti i beni e la proprietà intellettuale di Hindawi Publishing Corporation nei quattro anni successivi.

Ad aprile del 2019, risultavano pubblicate 233 riviste.

## Storia
La Hindawi Publishing Corporation fu fondata nel 1997 al Cairo da Ahmed Hindawi e da sua moglie Nagwa Abdel-Mottaleb. La prima rivista pubblicata dall'azienda fu l'International Journal of Mathematics and Mathematical Sciences, rilevato da un precedente editore.
Nel 2006 la Hindawi Publishing gestiva un'organizzazione di 220 dipendenti e 48 riviste di scienze fisiche e biologiche e ricerca medica. A febbraio dell'anno successivo, fu introdotto un modello di accesso aperto in consultazione integrale per tutte le sue riviste. Hindawi pubblicava circa 100 riviste, 21 delle quali erano quotate ISI, e dichiarava di essere il secondo maggiore editore per numero di titoli listati da PubMed Central. 

Il tasso di accettazione degli articoli è pari al 40%, mentre gli oneri di pubblicazione di un articolo erano mediamente di 800 dollari, con una variablità in funzione della rivista e del numero di pagine, restando comunque sensibilmente inferiore ai prezzi praticati dai principali concorrenti ad accesso aperto, tra i quali BioMed Central e Public Library of Science.
Durante il biennio dal 2009 al 2011, il numero delle riviste fu quasi raddoppiato, mentre la produzione di nuovi articoli aumentò da 2 500 a 13 000 articoli all'anno. Nel 2011, il catalogo editoriale di Hindawi aveva 300 riviste, gestite da uno staff di oltre 450 persone. 

L'azienda si sviluppò sia per linee interne col lancio di riviste che coprivano tematiche nuove per il mercato, sia per linee esterne mediante una politica di acquisizioni di riviste già consolidate come Psyche, un periodico di entomologia fondato nel 1874.  Due importanti fattori che facilitarono la crescita dimensionale dell'azienda furono la disponibilità di una forza lavoro istruita e a basso costo facilmente reperibile al Cairo.
Nel 2010, un insieme di riviste della Hindawi era stato censito da Jeffrey Beall nella lista dei produttori dell'editoria predatoria ad accesso aperto, finché lo stesso autore non ebbe un ripensamento e decise di rimuoverle, definendo la Hindawi come un "caso limite". Beall definì il modello di business della Hindawi come neocolonialista, reputandola colpevole di aver introdotto la pratica della delocalizzazione nel mondo dell'editoria accademica.
Nel 2013, le riviste Chemotherapy Research e Practice and ISRN Oncology superarono positivamente il test che fu oggetto dell'articolo Who's Afraid of Peer Review?, rifiutandosi entrambe di pubblicare un paper palesemente falso e viziato da gravi errori. Quattro anni più tardi, anche la rivista Advances in Medicine respinse al mittente un paper dello stesso spessore scientifico.
Nel 2014, il Journal Citation Reports decise di escludere dall'indicizzazione tre riviste del gruppo Hindawi a causa dei loro modelli di citazione fuori standard, come la citazione di sé stessa come fonte primaria e l'annidamento di molteplici citazioni una dentro l'altra. Il The Scientific World Journal era una delle riviste incriminate, sebbene una parte dei problemi emersi con queste periodico si riferirono ad un periodo antecedente l'acquisizione da parte di Hindawi. Richard Poynder, giornalista esperto del mondo Open Access, considerò l'intera vicenda come un caso anomalo, mentre la rivista Retraction Watch enfatizzò il fatto che il sistema sanzionatorio di Hindawi nei confronti degli autori che manipolano le citazioni risultasse più severo di quello vigente all'interno di numerose riviste concorrenti, in particolare per l'interdizione triennale prevista a carico degli autori falsari.

A conclusione di un'indagine interna nel 2015, fu annullato e disposto un nuovo processo di revisione paritaria per 32 paper pubblicati sottoposti alla revisione di almeno uno di tre editori che utilizzavano degli account di posta elettronica fake.
Nel 2018, il Journal of Environmental and Public Health pubblicò uno studio epidemiologico sul glioblastoma, nel quale nessuno degli autori presentava una qualche credenziale accademica. Lo studio fu corredato da un comunicato stampa, nel quale si dichiarava che era stata sovrastimata l'importanza dei risultati sul potenziale rischio rappresentato dai cellulari per la salute pubblica.

## Modello di business
Grazie ad una vasta manodopera qualificata e a basso costo, nel 2012 la Hindawi aveva un margine di profitto del 50% rispetto ad una media di settore del 35%, pur applicando agli autori dei paper delle tariffe di pubblicazione (article processing charge) generalmente inferiori a quelle della concorrenza.
La maggior parte delle riviste -ad eccezione di Pain Research and Management- era priva della figura del caporedattore ed era interamente gestita da comitati editoriali di dimensione variabile da 30 a 300 studiosi, fra volontari e professionisti. 

Il giornalista Poynder sostenne che "non esistevano "prove che l'approccio editoriale di Hindawi, o il modo in cui recluta gli autori, abbia avuto conseguenze gravi per quanto riguarda la qualità dei suoi articoli"., rispetto ai timori di uno scadimento del servizio e di una perdita di autorevolezza paventati da altri., pur ammettendo che alcuni articoli fossero un mero copia-incolla di altre pubblicazioni.
La Hindawi è stata oggetto di critiche per aver utilizzato lo spam come mezzo principale di reclutamento di autori e editori. Altri autori sostennero che l'abuso dell'e-mail fosse un fenomeno in crescita nell'intero settore da molti editori. In particolare, Stevan Harnad dell'Università di Southampton dichiarò che tale pratica dovrebbe essere vista come un fatto positivo "Io penso che sia vero che Hindawi non stia inviando più spam di altre aziende e organizzazioni. Questo potrebbe non essere uno standard degno di ammirazione, ma è la [pura e semplice] realtà. In un contesto siffatti, i messaggi promozionali inviati Hindawi non meritano di essere stigmatizzati" in modo particolare.
Il numero di dipendenti al 2019 si è ridotto a 42 unità, inferiore di dieci volte alla struttura organizzativa raggiunta un decennio prima.